# パンダ金貨
パンダ金貨（パンダきんか、熊猫金幣）は、中国造幣公司より発行されている地金型金貨。1982年から毎年発行されている。
金の純度は99.9パーセント以上。1トロイオンス、1/2トロイオンス、1/4トロイオンス、1/10トロイオンス、1/20トロイオンスの5種がある。
表面にはジャイアントパンダ、裏面には北京天壇の祈年殿が描かれている。
表面のパンダは毎年デザインが変わり、発行年によっては 収集家によって高額で取引される。このため、パンダ金貨は 地金型金貨と収集型金貨の性質を併せ持つと言われている。ただし、保証純度は.999であるため地金商での買い取り金額は一般的に低い。また(発行数などの問題で)流動性が低い、地金市場での信頼性は若干劣ると言われる。
直径が70ミリのパンダ金貨は12オンスで、額面は1000元。
1トロイオンスは31.1gなので、373.2gである。